# Желен, Жереми
Жереми́ Желе́н (фр. Jérémy Gélin; род. 24 апреля 1997, Кемпер) — французский футболист, играющий на позиции полузащитника. Ныне выступает за французский клуб «Амьен».

## Клубная карьера
Желен перешёл в академию «Ренна» в 2012 году и окончил её спустя три года, после чего стал игроком второй команды. Дебютировал за неё 30 ноября 2014 года против «ТА Ренн». С сезона 2015/2016 — основной игрок второй команды. Всего за два сезона провёл за неё 27 встреч.

## Карьера в сборной
Играл за юношескую сборную Францию различных возрастов. Чемпион Европы 2016 года среди юношей до 19 лет. На турнире провёл две игры.

## Достижения
Международные
- Победитель чемпионата Европы (до 19 лет) (1): 2016